# Nidhal Ouerfelli
Nidhal Ouerfelli (arabe : نضال الورفلي), né le 7 août 1976 à Tunis, est un homme politique tunisien.

## Biographie

### Études
Il part en France en 1999 pour y poursuivre ses études universitaires. Il est titulaire d'un master en analyse économique et gouvernance du risque et d'un doctorat en économie obtenu en 2007 à l'université de Versailles – Saint-Quentin-en-Yvelines (France).

### Carrière professionnelle
Il commence sa carrière par un stage au Commissariat à l'énergie atomique et aux énergies alternatives à Saclay puis devient chercheur. Après sa thèse, il devient professeur et directeur d'études à l'Institut national des sciences et techniques nucléaires. En mars 2013, après la démission du gouvernement de Hamadi Jebali, il est nommé au poste de secrétaire d'État chargé de l'Énergie et des Mines auprès du ministre de l'Industrie, au sein du gouvernement d'Ali Larayedh.
Il devient ministre auprès du chef du gouvernement, chargé de la Coordination et des Affaires économiques, dans le gouvernement formé par Mehdi Jomaa en janvier 2014 ; il assume également la fonction de porte-parole du gouvernement en mars 2014.
Il devient président du conseil d'adminstration du groupe Telnet pour un mandat de trois ans, conformément à la décision adoptée lors de la réunion du conseil tenue le 17 juillet 2025.

### Vie privée
Il est marié et père de trois enfants.